# Chief-Klasse
Die Chief-Klasse ist eine Klasse von vier Mehrzweckschiffen der Reederei Swire Shipping in Singapur.

## Geschichte
Die Schiffe wurden im März 2013 bei der Werft Zhejiang Ouhua Shipbuilding in Zhoushan, China, bestellt. Zunächst bestand eine Option für den Bau von insgesamt vier weiteren Einheiten. Die Schiffe wurden 2013/14 für die China Navigation Company in Singapur für den Liniendienst von Swire Shipping zwischen Australien und Papua-Neuguinea, den Salomonen und Vanuatu bzw. Australien, Papua-Neuguinea, Taiwan und China gebaut.
Der Entwurf des Schiffstyps stammt von Neptun Ship Design in Rostock.

## Beschreibung
Die Schiffe werden von einem Zweitakt-Fünfzylinder-Dieselmotor des Typs Wärtsilä 5RT-flex58T-D mit 10.000 kW Leistung angetrieben. Der Motor wirkt auf einen Propeller. Für die Stromerzeugung stehen drei Dieselgeneratoren zur Verfügung. Die Schiffe sind mit einem Bugstrahlruder mit 1.000 kW Leistung ausgestattet. Die Abwärme der Antriebsmotoren und der Motoren von zwei der Dieselgeneratoren wird für die Beheizung der Schweröltanks sowie der Separatoren verwendet.
Die Schiffe verfügen über fünf Laderäume. Die Laderäume 1, 4 und 5 sind mit Cellguides für den Transport von Containern ausgerüstet. Sie sind mit Pontonlukendeckeln verschlossen. Die Laderäume 2 und 3 sind für den Transport von Stück- und Massengütern vorgesehen und verfügen über keine Cellguides. Für den Transport von Schwergütern sind die Tankdecken der Laderäume 2 und 3 verstärkt. Die Kapazität der Laderäume beträgt 32.000 m³. Raum 2 ist 6.510 m³, Raum 3 5.800 m³ groß. In den Laderäumen 2 und 3 können Zwischendecks eingehängt werden. Die Laderäume sind mit Faltlukendeckeln verschlossen. Die Lukendeckel können mit 3,5 t/m² belastet werden.
Die Schiffe sind mit drei elektrisch angetriebenen MacGregor-Kranen ausgerüstet. Die Krane befinden sich mittschiffs zwischen Luke 1 und 2, 2 und 3 sowie 4 und 5. Sie können jeweils 60 t und kombiniert 120 t heben.
Die Containerkapazität der Schiffe beträgt 1.617 TEU. Davon können 576 TEU in den Laderäumen und 1.041 TEU an Deck befördert werden. Bei homogener Beladung mit 14 t schweren Containern können 1.191 TEU geladen werden. In den Laderäumen können fünf Lagen übereinander, auf den Lukendeckeln zu sechs Lagen übereinander geladen werden. Auf den Stellplätzen direkt vor den Decksaufbauten können sieben Lagen übereinander geladen werden. In den Laderäumen finden neun Container nebeneinander Platz. Laderaum 1 verjüngt sich im vorderen Bereich, so dass hier weniger Container nebeneinander Platz finden (zwischen zwei und vier auf der Tankdecke und zwischen zwei und acht unter den Lukendeckeln). An Deck können bis zu elf Container nebeneinander geladen werden. In den Räumen und auf den Lukendeckeln können jeweils vier 20-Fuß-Container hintereinander geladen werden. Weitere zwei 20-Fuß-Container hintereinander finden an Deck direkt vor den Decksaufbauten Platz. An Deck sind Anschlüsse für 160 Kühlcontainer vorhanden.
Die Decksaufbauten befinden sich im hinteren Bereich der Schiffe. Die Einrichtungen für die Schiffsbesatzung sind auf sieben Decks untergebracht. An Bord können 24 Besatzungsmitglieder und acht Passagiere untergebracht werden. Am Heck befindet sich ein Freifallrettungsboot.
Die Reichweite der Schiffe beträgt rund 18.000 Seemeilen.

## Schiffe
| Chief-Klasse     | Chief-Klasse | Chief-Klasse | Chief-Klasse                      |
| Bauname          | Bau- nummer  | IMO- Nummer  | Kiellegung Ablieferung            |
| ---------------- | ------------ | ------------ | --------------------------------- |
| Coral Chief      | 664          | 9689938      | 10. Juli 2014 17. April 2015      |
| Highland Chief   | 665          | 9689940      | 9. September 2014 1. Juni 2015    |
| New Guinea Chief | 666          | 9689952      | 27. September 2014 1. Juli 2015   |
| Papuan Chief     | 667          | 9689964      | 17. November 2014 18. August 2015 |

Die Schiffe fahren unter der Flagge von Hongkong, Heimathafen ist Hongkong.